# Вербовский (хутор)
Вербовский — хутор в Калачёвском районе Волгоградской области России. Входит в состав Ляпичевского сельского поселения. Население 262 чел. (2010) .

## История
Хутор образовался в середине XVIII века. В соответствии с Законом Волгоградской области от 20 января 2005 года № 994-ОД «Об установлении границ и наделении статусом Калачёвского района и муниципальных образований в его составе», хутор вошёл в состав образованного Ляпичевского сельского поселения.

### Босоногий гарнизон
В захваченном гитлеровцами хуторе Вербовка в 1942 г. действовал «босоногий гарнизон». Бойцами его были хуторские ребята десяти-четырнадцати лет: братья Аксён и Тимофей Тимонины, Василий и Николай Егоровы, Максим Церковников, Федор Силкин, Емельян Сафонов и другие — всего 20 человек. Они не взрывали поездов, не пускали на воздух склады с боеприпасами. По-своему, как могли боролись с захватчиками. Когда немцы распространили слух о том, что Сталинград пал, что наши войска разгромлены, на здании комендатуры появилась листовка: «Товарищи! Немцы брешут, что Советская власть разбита. Брешут, сволочи, что Сталинград сдался. Сталинград наш, и наши скоро придут. Не верьте гадам. Партизаны». В один из дней был совершен дерзкий налет на почту и похищены мешки с ценными документами и письмами. Стало известно в хуторе и об исчезновении продуктов из хорошо охраняемого немецкими часовыми амбара. Пропадало оружие. Все это вселяло страх и сеяло панику среди фашистов. Они были уверены, что действуют партизаны. Мальчишки укрыли и выхаживали советского офицера, бежавшего из Калачёвского лагеря для военнопленных. Готовились уйти в лес к партизанам, но перед этим собирались вывесить на здании комендатуры к годовщине Октябрьской революции красный флаг. Староста хутора и гитлеровцы все-таки догадались кто являлся «партизанами». 18 декабря 1942 года в хуторе Аверинском (Вербовка тогда входила в состав этого хутора) Ляпичевского сельсовета Калачевского района Сталинградской области комиссией в составе: капитана Хаитова Г. А., уполномоченного Ляпичевского сельсовета по хутору Аверинскому Силкина М. И. и местных жителей — отца двух убитых детей Тимонина Ф. Д., колхозников Горина А. Ф., Силкиной Д. М., Силкиной Н. Ф. составлен настоящий акт о нижеследующем: 4 ноября 1942 года в хут. Аверинском немцы, запуганные действиями неизвестных партизан в районе хуторов Вербовки, Ляпичево, Аверинский, заподозрили в этих действиях ребят, бывших школьников и предприняли облаву на мальчиков хутора. Они врывались в хаты, силой брали мальчиков и избивали их палками, ногайками, резиной и ногами. Затем выбрасывали детей на улицу и, издеваясь, требовали, чтобы каждый из детей оговаривал кого-либо из своих товарищей. Избив детей до потери сознания, немцы бросили их в крытую холодную автомашину. Гитлеровские изверги взяли 17 мальчиков, двух матерей и одного отца. 7 ноября 1942 года немецкий комендант согнал население на площадь хутора Аверинского и через немца-переводчика объявил, что мальчиков расстреляют и что в дальнейшем за неподчинение немцам виновные будут расстреливаться, а если у жителей хутора будет обнаружен кто-либо чужой, то хозяин будет выгнан из дому и дом сожжен. На месте расстрела установлен памятник.

## География
Расположен в юго-западной части региона, в степной зоне, в пределах Ергенинской возвышенности, относящейся к Восточно-Европейской равнине, на р. Донская Царица.
Уличная сеть состоит из пяти географических объектов: Донской пер., ул. Босоного Гарнизона, ул. Вишневая, ул. Донская Царица, ул. Родная.
Абсолютная высота 37 метров над уровнем моря.

## Население
| Численность населения хутора Вербовский | Численность населения хутора Вербовский | Численность населения хутора Вербовский |
| 2002                                    | 2010                                    | 2020                                    |
| --------------------------------------- | --------------------------------------- | --------------------------------------- |
| 386                                     | ↘262                                    |                                         |
|                                         |                                         |                                         |
|                                         |                                         |                                         |

Гендерный состав
По данным Всероссийской переписи населения 2010 года в гендерной структуре населения из 262 человек мужчин — 121, женщин — 141 (46,2 и 53,8 % соответственно).
Национальный состав
Русские, Курды, Татары. Согласно результатам переписи 2002 года, в национальной структуре населения
русские составляли 96 % из общей численности населения в 386 чел..

## Инфраструктура
Магазин продуктовый. Личное подсобное хозяйство.

## Транспорт
Находится на автодороге муниципального значения. Остановка «Вербовский», проходят автобусные маршруты 706, 866.